# Короткохвостый канюк
Короткохвостый канюк (лат. Buteo brachyurus) — вид хищных птиц из семейства ястребиных. Выделяют два подвида.

## Подвиды и распространение
- B. b. fuliginosus Sclater, 1858
- B. b. brachyurus Vieillot, 1816 — Южная Америка

Обитают в северной части Южной и в Центральной Америке, на острове Тринидад и в южной части Флориды (США).

## Описание
Существуют две цветовые морфы, светлая и тёмная. Длина тела 39-44 см, размах крыльев 83-103 см. Ключевое отличие взрослых особей от молодых птиц независимо от морфы — в размере и внешнем виде хвоста. Самки крупнее и тяжелее самцов.
Этих птиц часто наблюдают парящими, нередко на большой высоте, в том числе вместе со стервятниками или другими птицами.

## Биология
Питаются мелкими птицами, реже мелкими грызунами, ящерицами и змеями. Перед постройкой окончательного гнезда каждый год сооружают от 1 до 3 временных. В кладке обычно 2 яйца.